# Liste von Schweizer Zeitungen
Dies ist eine Liste von Schweizer Zeitungen.

## Auflagenstärkste Schweizer Zeitungen
Bei Bezahlzeitungen wird die verkaufte Auflage (bei Zeitungsverbunden/Kopfblättern und Regionalausgaben die verkaufte Gesamtauflage) angegeben, bei Gratis- und Mitgliederzeitungen die verbreitete Auflage.
| Name                                                     | Verlag                        | Auflage 2008 | Davon Einzelverkauf | Auflage 2018 | Davon Einzelverkauf |
| -------------------------------------------------------- | ----------------------------- | ------------ | ------------------- | ------------ | ------------------- |
| Tages-Anzeiger                                           | Tamedia                       | 213'738      | 5,7 %               | 134'300      | 3,7 %               |
| az Nordwestschweiz                                       | CH Media/Zofinger Tagblatt    | 202'670      | 1,1 %               | 132'947      | 0,8 %               |
| Blick                                                    | Ringier                       | 231'235      | 35,5 %              | 120'716      | 14,5 %              |
| St. Galler Tagblatt                                      | CH Media                      | 98'746       | 1,3 %               | 111'130      | 0,6 %               |
| Luzerner Zeitung                                         | CH Media                      | 129'050      | 1,5 %               | 108'617      | 0,8 %               |
| Neue Zürcher Zeitung                                     | Neue Zürcher Zeitung          | 143'009      | 6,3 %               | 100'421      | 3,8 %               |
| Berner Zeitung (ohne Bund)                               | Tamedia                       | 102'791      | 2,0 %               | 89'057       | 0,8 %               |
| Die Südostschweiz (ohne Bündner Tagblatt, La Quotidiana) | Somedia                       | 112'134      | 1,5 %               | 57'581       | 0,8 %               |
| Basler Zeitung                                           | Tamedia                       | 93'324       | 4,5 %               | 41'213       | 3,4 %               |
| Französischsprachige Zeitungen                           |                               |              |                     |              |                     |
| 24 heures                                                | Tamedia Publications romandes | 85'813       | 9,7 %               | 50'445       | 4,2 %               |
| Le Temps                                                 | Ringier Axel Springer Schweiz | 45'883       | 11,1 %              | 34'863       | 5,1 %               |
| Italienischsprachige Zeitungen                           |                               |              |                     |              |                     |
| Corriere del Ticino                                      | Centro Stampa Ticino          | 37'786       | 7,2 %               | 30'820       | 3,4 %               |
| laRegione                                                | Regiopress (Salvioni)         | 33'042       | 4,9 %               | 23'645       | 2,3 %               |
| Sonntagszeitungen                                        |                               |              |                     |              |                     |
| SonntagsBlick                                            | Ringier                       | 262'188      | 58,0 %              | 148'055      | 27,8 %              |
| SonntagsZeitung                                          | Tamedia                       | 202'141      | 18,8 %              | 147'566      | 9,0 %               |
| NZZ am Sonntag                                           | Neue Zürcher Zeitung          | 126'371      | 14,2 %              | 108'434      | 8,3 %               |
| Le Matin Dimanche (franz.)                               | Tamedia Publications romandes | 202'030      | 71,4 %              | 89'827       | 49,9 %              |
| Gratiszeitungen                                          |                               |              |                     |              |                     |
| 20 Minuten                                               | Tamedia                       | 569'618      |                     | 436'344      |                     |
| 20 minutes (franz.)                                      | Tamedia Publications romandes | 221'560      |                     | 172'154      |                     |
| Mitgliederzeitungen                                      |                               |              |                     |              |                     |
| Coopzeitung                                              | Coop                          | 1'779'651    |                     | 1’841'802    |                     |
| Migros-Magazin                                           | Migros-Genossenschafts-Bund   | 1'579'796    |                     | 1'545'272    |                     |
| touring d/f/i                                            | Touring Club Schweiz          | 1'361'772    |                     | 1'175'109    |                     |

## Auswahl (Alphabetische Liste nach Landessprachen)

### Deutsch

#### Tageszeitungen
- 20 Minuten (Regionalausgaben für Zürich, Basel, Bern, Luzern und St. Gallen) (Tamedia)
- Aargauer Zeitung/(Schweiz am Wochenende) (Aarau) (Zeitungsverbund az Nordwestschweiz)
- Anzeiger von Uster (Uster) (Zeitungsverbund Zürcher Regionalzeitungen)
- Appenzeller Zeitung (Herisau) (Zeitungsverbund St. Galler Tagblatt)
- Badener Tagblatt/(Schweiz am Wochenende) (Baden) (Zeitungsverbund az Nordwestschweiz)
- Basellandschaftliche Zeitung/(Schweiz am Wochenende) (Liestal) (Zeitungsverbund az Nordwestschweiz)
- Basler Zeitung (Basel) (Basler Zeitung Medien)
- Berner Oberländer (Interlaken) (Zeitungsverbund Berner Zeitung)
- Berner Zeitung (Bern) (Espace Media Groupe)
- Bieler Tagblatt (Biel/Bienne) (W. Gassmann)
- Blick (Zürich) (Ringier)
- Bote der Urschweiz (Schwyz) (Zeitungsverbund Luzerner Zeitung)
- Der Bund (Bern) (Espace Media Groupe)
- Bündner Tagblatt (Chur) (Somedia)
- bz Basel (Basel)/(Schweiz am Wochenende) (Zeitungsverbund az Nordwestschweiz)
- Freiburger Nachrichten (Freiburg)
- Grenchner Tagblatt (Grenchen)/(Schweiz am Wochenende) (Zeitungsverbund az Nordwestschweiz)
- Höfner Volksblatt (Wollerau) (Zeitungsverbund Die Südostschweiz)
- Der Landbote (Winterthur) (Zeitungsverbund Zürcher Regionalzeitungen)
- Langenthaler Tagblatt (Zeitungsverbund Berner Zeitung)
- Limmattaler Zeitung/(Schweiz am Wochenende) (Zofingen) (Zeitungsverbund az Nordwestschweiz)
- Luzerner Nachrichten/(Schweiz am Wochenende) (Reiden) (Zeitungsverbund az Nordwestschweiz)
- Luzerner Zeitung (Luzern) (Zeitungsverbund Luzerner Zeitung, mit den Regionalausgaben Zuger Zeitung, Nidwaldner Zeitung, Obwaldner Zeitung und Urner Zeitung)
- March-Anzeiger (Lachen) (Zeitungsverbund Die Südostschweiz)
- Neue Zürcher Zeitung (Zürich)
- Oltner Tagblatt/(Schweiz am Wochenende) (Olten) (Zeitungsverbund az Nordwestschweiz)
- Der Rheintaler (Berneck) (Zeitungsverbund St. Galler Tagblatt)
- Rheintalische Volkszeitung (Altstätten) (Zeitungsverbund St. Galler Tagblatt)
- Sarganserländer (Mels) (Zeitungsverbund Die Südostschweiz)
- Schaffhauser Nachrichten (Schaffhausen) (Meier + Cie)
- Solothurner Zeitung/(Schweiz am Wochenende) (Solothurn) (Zeitungsverbund az Nordwestschweiz)
- Die Südostschweiz (Chur) (Zeitungsverbund Die Südostschweiz)
- St. Galler Tagblatt (St. Gallen) (Zeitungsverbund St. Galler Tagblatt)
- Tages-Anzeiger (Zürich) (Tamedia)
- Thuner Tagblatt (Thun) (Zeitungsverbund Berner Zeitung)
- Thurgauer Zeitung (Frauenfeld) (Zeitungsverbund St. Galler Tagblatt)
- Toggenburger Tagblatt (Wattwil) (Zeitungsverbund St. Galler Tagblatt)
- Walliser Bote (Visp) (Mengis Druck & Verlag)
- Werdenberger & Obertoggenburger (Buchs) (Zeitungsverbund St. Galler Tagblatt)
- Wiler Zeitung (Wil) (Zeitungsverbund St. Galler Tagblatt)
- Zofinger Tagblatt/(Schweiz am Wochenende) (Zofingen) (Zeitungsverbund az Nordwestschweiz)
- Zürcher Oberländer (Wetzikon) (Zeitungsverbund Zürcher Regionalzeitungen)
- Zürcher Unterländer (Dielsdorf) (Zeitungsverbund Zürcher Regionalzeitungen)
- Zürichsee-Zeitung (Stäfa) (Zeitungsverbund Zürcher Regionalzeitungen)

#### Sonntagszeitungen
- NZZ am Sonntag (Zürich) (Neue Zürcher Zeitung AG)
- SonntagsBlick (Zürich) (Ringier AG)
- SonntagsZeitung (Zürich) (Tamedia AG)

#### Wochenzeitungen
- Aarauer Nachrichten (Aarau, Lenzburg, Zofingen)
- Aroser Zeitung (Arosa)
- Bärnerbär (Stadt und Region Bern, einmal wöchentlich)
- Biel Bienne (Biel/Bienne)
- Bote vom Untersee (Steckborn)
- Davoser Zeitung (zweimal wöchentlich, Davos)
- Die Botschaft (dreimal wöchentlich, Bezirk Zurzach und Umgebung, Aargau)
- Die Region (wöchentlich, Region Emmen, Malters, Rothenburg)
- Engadiner Post (dreimal wöchentlich, St. Moritz)
- Finanz und Wirtschaft (zweimal wöchentlich)
- Fridolin, Glarner Regionalzeitung mit Amtsblatt
- Frutigländer (zweimal wöchentlich)
- Klettgauer Bote (dreimal wöchentlich, für den Schaffhauser Klettgau)
- Glattaler (wöchentlich, Stadtmagazin für Dübendorf)
- Klosterser Zeitung (Klosters)
- Le Jura libre (Moutier)
- Novitats (Lenzerheide)
- Obersee Nachrichten (Rapperswil) (Somedia)
- Pöschtli (Thusis)
- Prättigauer und Herrschäftler (dreimal wöchentlich, Schiers)
- P.S. (seit 1999), Untertitel Die linke Zürcher Zeitung
- RhoneZeitung Oberwallis (Brig-Glis)
- St. Galler Nachrichten (St. Gallen, Gossau, Herisau)
- Schaffhauser AZ (Schaffhausen)
- Schaffhauser Bock (wöchentliche Gratiszeitung)
- Schanfigger Zeitung (weitgehend identisch mit der Aroser Zeitung)
- Schweiz am Wochenende, Samstagszeitung, eine nationale Ausgabe sowie in 26 regionalen Ausgaben
- Seetaler Bote (wöchentlich, Amt Hochdorf)
- Simmental Zeitung (wöchentlich, Zweisimmen)
- Stadt-Anzeiger Opfikon, amtliches Publikationsorgan
- Surseer Woche (Stadt Sursee und Region)
- Tachles (Basel)
- Tagblatt der Stadt Zürich (Zürich) (Verlagsgruppe Tamedia)
- Tessiner Zeitung TZ (Locarno, einzige deutschsprachige Zeitung im Tessin)
- Terre & Nature
- Der Tössthaler (zweimal wöchentlich, oberes und mittleres Tösstal, Zürcher Oberland Medien)
- Urner Wochenblatt
- Vigousse
- Volksstimme (dreimal wöchentlich, Oberbaselbiet)
- Die Weltwoche (Zürich)
- Wiler Nachrichten (Wil SG)
- Willisauer Bote (wöchentlich, Amt Willisau)
- Winterthurer Zeitung (Winterthur)
- Die Wochenzeitung (WOZ) (Zürich)
- Wochen-Zeitung für das Emmental und Entlebuch[3]
- Wynentaler Blatt[4]
- Zuger Woche (Baar ZG)

#### Zweiwöchentlich erscheinende Zeitungen
- Berner Landbote (Münsingen, Thun)
- Der Unter-Emmentaler
- Der Schweizerische Beobachter
- BümplizWoche, Die Lokalzeitung von Bern-West
- Höngger, die Quartierzeitung von Höngg
- K-Tipp
- Schweizerzeit
- Vorwärts
- Work – die Zeitung der Gewerkschaft (Unia)
- Zeit-Fragen (Genossenschaft Zeit-Fragen, Zürich)
- Regionalzeitung Aletsch Goms (Kanton Wallis)
- Vogel Gryff. Die Zeitung für das Kleinbasel, Riehen und Bettingen[5]

#### Anzeigenblätter
- Aktuell  Obwalden, Sarnen
- Anzeiger Luzern, Luzern
- Anzeiger vom Rottal, Ruswil
- Barni-Post, Luzern
- Bündner Anzeiger
- Bündner Woche
- Der Landanzeiger, einmal wöchentlich, Oberentfelden
- Dorfheftli, monatlich, Reinach
- Einsiedler Anzeiger zweimal wöchentlich, Einsiedeln und Gebiet Ybrig
- Entlebucher Anzeiger, zweimal wöchentlich, Region Entlebuch
- Grenchner Stadtanzeiger
- Niederämter Anzeiger, wöchentliches amtliches Publikationsorgan für die Gemeinden zwischen Aarau und Olten
- regio, zweiwöchentlich im Zürcher Oberland, wöchentlich als Publikationsorgan der Stadt Illnau-Effretikon
- rontaler.ch, Mitteilungsorgan im Rontal
- Rigi Anzeiger, gegr. 1965, erscheint wöchentlich im Rontal und Rigiland[6]
- Visper Anzeiger

 Kanton Bern:
- Amtlicher Anzeiger Biel/Leubringen
- Amtlicher Anzeiger Saanen
- Anzeiger Aarberg
- Anzeiger Büren und Umgebung
- Anzeiger Burgdorf[7]
- Anzeiger Gürbetal Längenberg Schwarzenburgerland
- Anzeiger Interlaken
- Anzeiger Kirchberg
- Anzeiger Konolfingen
- Anzeiger Oberaargau
- Anzeiger Oberes Emmental
- Anzeiger Oberhasli
- Anzeiger Region Bern (im Oktober 2024 wurde der Druck eingestellt)
- Anzeiger Region Erlach
- Anzeiger Trachselwald
- Courrier de la Neuveville
- Fraubrunner Anzeiger
- Frutiger Anzeiger
- Laupen Anzeiger
- Nidauer Anzeiger
- NBZ Neue Bieler Zeitung
- Simmentaler Anzeiger
- Thuner Amtsanzeiger

#### Monatszeitungen
- Animan
- Avant première
- La Salamandre
- PME Magazine
- saemann, neu reformiert.
- Passé Simple
- Spatz
- La Revue militaire suisse, seit 1856

#### Zweimonatlich erscheinende Zeitungen
- NZZ Geschichte
- Rote Anneliese
- Suisses à l’étranger
- DMZ Die Mittelländische Zeitung, seit 12. Dezember 2021 6 Druckausgaben im Jahr[8]

#### Halbjährlich erscheinende Zeitungen
- Stratos militärwissenschaftliche Zeitschrift der Schweizer Armee = revue scientifique militaire de l'Armée suisse = rivista scientifica militare dell'Escercito svizzero = military science journal of the Swiss Armed Forces, herausgegeben durch den Chef der Armee, seit 2021, auch online verfügbar

#### Fachzeitungen
- Schweizer Bauer (Bern), Ökonomische und Gemeinnützige Gesellschaft des Kantons Bern OGG
- Bauernzeitung (Bern), ehemaliges Zentralblatt der Milchwirtschaft
- zalp,  Zeitung der Älplerinnen und Älpler (jährlich)
- Erfolg, Zeitung für Selbständige, Unternehmer und Existenzgründer (zweimonatlich)

#### Online-Zeitungen und Nachrichtenportale
Hier sind nur reine Online-Zeitungen (ePaper) und Nachrichtenportale gelistet, die keine Druckausgabe haben oder nicht zu einem Radio- oder TV-Sender gehören.
- Bern-Ost, regionales Nachrichtenportal für 28 Gemeinden östlich von Bern[9]
- Hauptstadt, regionales Nachrichtenportal für den Grossraum Bern[10]
- Infosperber, Internet-Zeitung und Alternativmedium
- Plattform J (vormals Jungfrau Zeitung), regionales Nachrichtenportal und täglich als ePaper, für das Berner Oberland
- Nau, Online-Plattform, auch auf Bildschirmen im öffentlichen Raum
- Die Ostschweiz, Onlinezeitung für die Region Ostschweiz (2018–2024)[11]
- Republik, genossenschaftlich organisiertes Online-Magazin
- Watson, Nachrichtenportal
- Baba News, Online-Magazin für Schweizerinnen und Schweizer mit Wurzeln von überall.
- Zentralplus, regionale Internet-Zeitung für die Zentralschweiz
- Tsüri, Nachrichtenportal für die Region Zürich
- Bajour, Nachrichtenportal für die Stadt Basel
- Inside Paradeplatz, Finanznews aus Zürich
- OnlineReports, Nachrichtenportal für die Region Basel
- Das Lamm, selbstorganisiertes Onlinemagazin, journalistisches Projekt und redaktionelles Kollektiv
- Persönlich.com, Online-Magazin der Schweizer Kommunikationswirtschaft
- Klein Report, Mediendienst der Schweizer Kommunikationsbranche
- Medienwoche, Online-Magazin für Medien, Journalismus, Kommunikation und Marketing
- Walliser Zeitung, Internetzeitung für den Kanton Wallis[12]

### Französisch
- 20 minutes (kostenlose Tageszeitung)
- 24 heures (Tageszeitung)
- ArcInfo (Tageszeitung)
- Blick.ch (Onlinezeitung)
- La Côte (Tageszeitung)
- Le Courrier (Genf)*
- lematin.ch (seit 2018 nur online)
- Le Matin Dimanche (Sonntagszeitung)
- Le Franc-Montagnard (Saignelégier)
- Gauchebdo (Wochenzeitung)
- L’Hebdo (Wochenzeitung)
- L’illustré (Wochenzeitung)
- Journal de Morges (Wochenzeitung)
- Journal du Jura (Tageszeitung)
- Journal du Pays-d’Enhaut (Château-d’Œx)
- La Liberté (Tageszeitung)
- Le Nouvelliste (Tageszeitung)
- Le Quotidien jurassien (Tageszeitung)
- Le Temps (Tageszeitung, überregional)
- Tribune de Genève (Tageszeitung)
- Journal de Bâle et Genève (Tageszeitung, überregional)

### Italienisch
- 20 minuti (Lugano)
- Il Caffè (Locarno)
- Corriere del Ticino (Lugano)
- Giornale del Popolo (Lugano)
- laRegione (Bellinzona)
- Il Grigione Italiano (Poschiavo)

### Rätoromanisch
- Fegl Ufficial
- La Quotidiana (Fögl Ladin, Gasetta Romontscha/La Casa P. / La Pùnt / La Vousch da Sumeir) (Verlagsgruppe «Die Südostschweiz»)
- Posta Ladina
- La Pagina da Surmeir

### Fremdsprachig
- Bota Sot (Albanisch)

## Ehemalige Zeitungen

### Tageszeitungen

#### Deutsch
- Aargauer Tagblatt (1847–1996, liberal, Aarau, ging in der Aargauer Zeitung auf)
- Aargauer Volksblatt (christlich-sozial, Baden)
- Actualis (1940–1941, erste Boulevardzeitung der Schweiz)
- AZ Abendzeitung (sozialdemokratisch, Basel)
- Badener Tagblatt (1836–1996, rechtsfreisinnig, Baden, ging in der Aargauer Zeitung auf)
- Basler Nachrichten (1845–1977, bürgerlich, ging in der Basler Zeitung auf)
- Basler Volksblatt (1873–1982, katholisch, Fusion mit der Nordschweiz)
- Berner Nachrichten (1977–1979, ging in der BZ Berner Zeitung auf)
- Berner Rundschau (ging 2009 im Langenthaler Tagblatt auf)
- Berner Tagblatt (1888–1979, ging in der BZ Berner Zeitung auf)
- Berner Tagwacht (1893–1997, sozialdemokratisch, Bern)
- Berner Zeitung (1973–1977) (ging in den Berner Nachrichten auf)
- Blick am Abend (Pendlerzeitung, 2008–2018, erschien Montag bis Freitag, Zürich, 5 Regionalausgaben, Ringier)
- Bündner Zeitung (1830–1858) (fortschrittlich liberal, später kritisch demokratisch, Chur)
- Bündner Zeitung (1975–1997) (breites Meinungsspektrum, Chur)
- Bündner Volksblatt (1877–1889, sozialliberal, Chur)
- cash daily (Gratiszeitung, 2006–2009, erschien Montag bis Freitag, Ringier)
- .ch (Pendlerzeitung, 2007–2009, erschien Montag bis Freitag, Zürich, 5 Regionalausgaben, Punkt CH AG)
- Druck – Forum Oberland (1991–1997, alternative, periodisch erschienene Zeitung im Berner Oberland)
- Der Eidgenosse (1830–1917, Sursee, liberal)
- Emmenthaler-Blatt (1844–1973, Langnau, ging in der Berner Zeitung (1973–1977) auf)
- Freie Aargauer (sozialdemokratisch, Aarau)
- Der Freie Entlebucher (radikal-liberal, 1851–1852)
- Freie Innerschweiz (sozialdemokratisch, Luzern)
- heute (Pendlerzeitung, 2006–2008, erschien Montag bis Freitag, Zürich, 3 Regionalausgaben, Ringier, hiess später Blick am Abend)
- Hochwacht (Winterthur) (christlichsozial, Winterthur)
- Intelligenzblatt für die Stadt Bern (Zeitung) (1834–1919, Bern, 1919–1922: Berner Landeszeitung)
- Jungfrau Zeitung, Interlaken
- Luzerner Neu[e]ste Nachrichten (1897–1996, unabhängig, Luzern, gingen in der Neuen Luzerner Zeitung auf)
- Luzern heute (Zeitung) (sozialdemokratisch, Luzern)
- Luzerner Tagblatt (1852–1991) (freisinnig, Luzern, ging in der Luzerner Zeitung auf)[13]
- Luzerner Zeitung (1833–1834) (konservativ, Luzern, nannte sich zwischen 1842 und 1847 Staatszeitung der katholischen Schweiz und ab 1848 wieder Luzerner Zeitung)[13]
- Luzerner Zeitung (1847–1871) (konservativ, Luzern, ab 1863 Tageszeitung, nannte sich ab 1871 Vaterland)[13]
- Luzerner Zeitung (1991–1996) (unabhängig, Luzern, ging in der Neuen Luzerner Zeitung auf)
- Metropol (Pendlerzeitung, 2000–2002, erschien Montag bis Freitag, Metro Publication (Schweiz) AG)
- National-Zeitung (1888–1977, linksliberal, ging in der Basler Zeitung auf)
- Neue Berner Zeitung (Bern) (1919–1973, ging in der Berner Zeitung (1973–1977) auf)
- Neue Bündner Zeitung (1860–1865) (staatskritisch, Chur)
- Neue Bündner Zeitung (1892–1974), (zuerst rechtsliberal, dann linksdemokratisch, schliesslich parteiunabhängig, Chur)
- Neue Presse (1967–1969) (Boulevardzeitung, Zürich, herausgegeben von Tages-Anzeiger und National-Zeitung)
- Neue Zürcher Nachrichten (1904–1991) (katholisch, Zürich)
- Neues Bülacher Tagblatt (1886–2013, konservativ, Bülach)
- News (Pendlerzeitung, 2007–2009, erschien Montag bis Freitag, Tamedia und Basler Zeitung Medien)
- Nordschweiz (bis 1992, katholisch, Laufental, von der Basellandschaftlichen Zeitung übernommen)
- Oberländer AZ (sozialdemokratisch, Wetzikon)
- Oberländisches Volksblatt OV (Verlag Schläfli & Maurer, Interlaken)
- Die Ostschweiz (1874–1997, katholisch, St. Gallen)
- Neues helvetisches Tagblatt (1799–1800)
- Neues Republikanisches Blatt (8. Januar 1800–12. März 1800)
- Der neue schweizerische Republikaner (1800–1801)
- Der Republikaner nach liberalen Grundsätzen (1801)
- Der Republikaner (1802–1803)
- Die Rheinquellen (1856–1860, konservativ, Chur)
- Solothurner Tagblatt (2001–2009, Solothurn) (Zeitungsverbund Berner Zeitung)
- Staatszeitung der katholischen Schweiz (1842–1847, ging aus der Luzerner Zeitung hervor und erschien 1848 wieder unter diesem Titel)[13]
- Tages-Nachrichten (Münsingen) (1883–1977, ging in den Berner Nachrichten auf)
- Die Tat (1935–1978, LdU, Zürich)
- Thurgauer AZ (sozialdemokratisch, Arbon)
- Thurgauer Tagblatt
- Thurgauer Volksfreund
- Thurgauer Volkszeitung
- Das Vaterland (1871–1991) (konservativ, Luzern, ging aus der Luzerner Zeitung 1871 hervor und 1991 in der Luzerner Zeitung auf)[13]
- Das Volk (Olten) (sozialdemokratisch, Olten)
- Volksbote (Horw und Kriens)
- Volksrecht (1898–1997, zwischenzeitlich Zürcher AZ, zuletzt DAZ, sozialdemokratisch, Zürich)
- Volksstimme (1911–1996, später Ostschweizer AZ, sozialdemokratisch, St. Gallen)
- Winterthurer AZ (1897–2008, zuletzt als Stadtblatt, sozialdemokratisch, Winterthur)
- Winterthurer Stadtanzeiger (Winterthur), Ende 2018 in Winterthurer Zeitung integriert
- Züricher Post (1879–1936, Zürich, ging im Landboten auf)

#### Französisch
- Le Démocrate (1877–1993, freisinnig, Delsberg)
- Gazette de Lausanne (1803–1991, liberal, Lausanne)
- Journal de Genève (1826–1998, freisinnig, Genf)
- Le Matin (1984–2018, überregionale Boulevardzeitung, Lausanne)
- Le Matin Bleu (2005–2009, Gratiszeitung, erschien Montag bis Freitag)
- Le Nouveau Quotidien (1991–1998, Lausanne, überregional)
- Nouvelliste vaudois (1822–1914, Lausanne)
- Le Pays (1873–1993, christlichdemokratisch, Pruntrut)
- La Suisse (1898–1994, Genf)
- La Sentinelle (1890/1912–1971, sozialdemokratisch, La Chaux-de Fonds)
- Le Peuple (1939–1965/1971, sozialdemokratisch, Lausanne, La Chaux-de Fonds)
- L’Express (1738–2018, Neuenburg)
- L’Impartial (1881–2018, La Chaux-de-Fonds)

#### Italienisch
- Il Dovere (freisinnig, Lugano)
- Libera Stampa (Sozialdemokratisch, Bellenz)
- Popolo et Libertà (Christlichdemokratisch, Bellenz)

### Sonntagszeitungen
- Basler Zeitung am Sonntag, Basler Zeitung Medien, erschien vom 8. Januar 2012 bis 24. Februar 2013
- Neues Sonntagsblatt, fünf regionale Verlage aus Bern, Basel, Chur, St. Gallen und Luzern sowie Züri-Woche, 1986/1987
- Schweiz am Sonntag, Aarau/Chur, 2007–2017
- Zürcher Woche/Sonntags-Journal, Zürich, 1949–1972
- Zentralschweiz am Sonntag, Luzern, Neue Luzerner Zeitung AG [NZZ-Mediengruppe], 7. September 2008 bis 30. Juni 2019
- Ostschweiz am Sonntag, St. Gallen, St. Galler Tagblatt AG, [NZZ-Mediengruppe], März 2013 bis 30. Juni 2019

### Wochenzeitungen

#### Deutsch
- A – Die Ostschweizer Wochenzeitung erschien von 17. August 2017 bis 4. Juni 2020 als Beilage zum St. Galler Tagblatt und zur Thurgauer Zeitung. Die Auflage betrug nach rund 237'000 (2019) zuletzt nur noch 54'083 Exemplare.[14] Die Zeitung ersetzte die zuvor erschienenen Produkte anzeiger – Das Ostschweizer Wochenmagazin, GOZ und Herisauer Zeitung.[15][16]
- Arena Alva (Flims) (Wochenzeitung, 1982–2013, ging in Ruinaulta auf)
- Baslerstab (Gratiszeitung der Basler Zeitung Medien, 1923–2014)
- Basler Woche (Gratiswochenzeitung der Basler Zeitung Medien, 1998–2000)
- Der Aufstieg: illustrierte Familienzeitschrift für das arbeitende Volk (Bern, 1920–1980)
- Die Nation (Deutsch, Wochenzeitung)
- Das Aufgebot (1933–1957)
- Montägliche Churer Zeitung (Chur, 1719–1777)
- Churer Zeitung (1782–1789)
- Eine simple Churer Zeitung (1795–1798)
- Churer Zeitung (1800–1856) (zweimal wöchentlich, konservativ)
- Die Hauptstadt (nur 1997 erschienen, links, Bern)
- Deutsche Zeitung in der Schweiz (1938–1945, Bern, erschien samstags)
- Doppelstab (1953–1997), Basler Gratisanzeiger, 1988 von der BaZ-Gruppe übernommen
- Freie Stimmen im Bezirke Zürich (1842–1855)
- Die Heimat (Luzerner Wochenzeitung, 1921–2015)
- Helvetischer Hudibras (Solothurn, 1797–1798)
- Obwalden und Nidwalden Zeitung (2010–2012) (zweimal wöchentlich)
- Obwaldner Volksfreund (1870–1974/82) (zweimal wöchentlich)
- Obwaldner Wochenblatt (1975–2009)
- Obwaldner Wochen-Zeitung, ab 1865 Oberwaldner Zeitung, (1862–1873)
- Der Schweizerische Republikaner (1798–1799)
- Rhiiblatt (Bonaduz) (ging Anfang 2014 in Ruinaulta auf)
- Schweizerischer Republikaner (1830–1846 und 1848–1851)
- Solothurnerisches Wochenblatt (1788–1794)
- Sport (Zürich, 1920–1999) (vor 1991 dreimal wöchentlich)
- Stadtblatt (Winterthur)
- TagesWoche (Basel, 2011–2018)
- Zofinger Wochenblatt für Stadt und Land (1811–1885)
- Die Woche (Zürich, Ringier, 1981/1982)
- Zürcherische Freitagszeitung (Zürich, 1674–1914)
- Züri-Woche (Zürich, 1982–1999)

#### Anzeiger
- Anzeiger Berner Oberland, März 2017 bis März 2020, gehörte zur Jungfrau Zeitung, Interlaken

#### Rätoromanisch
- Fögl Ladin (zweimal wöchentlich, Samedan)
- Gasetta Romontscha (zweimal wöchentlich, konservativ, Disentis)
- Gazetta ordinaria da Scuol erschienen um 1700 in Schuls, gilt als erste bündnerische Zeitung.
- Gazetta del Mercordì (Chur, 18. Jahrhundert)

#### Vierteljährlich erschienene Zeitungen
- Schweizerische Zeitschrift für Militär- und Katastrophenmedizin = Revue suisse de médecine militaire et de catastrophes = Rivista svizzera di medicina militare e di catastrofe, herausgegeben von der Schweizerischen Gesellschaft der Offiziere der Sanitätsgruppen (52,1975-80.2003,2), LABOLife-Verlags-Gemeinschaft; Vorgänger: Schweizerische Zeitschrift für Militärmedizin, aufgegangen in: Koordinierter Sanitätsdienst
- Koordinierter Sanitätsdienst: Informationsschrift über den KSD in der Schweiz, herausgegeben von der Geschäftsstelle Koordinierter Sanitätsdienst (KSD), später halbjährlich (1,1983-31.Jg.,2013); fortgesetzt durch:   Informationsschrift / Koordinierter Sanitätsdienst (KSD) = Bulletin d' information / Service sanitaire coordonné (SSC)